# Korallcsőrű apácamadár
A korallcsőrű apácamadár (Monasa nigrifrons) a madarak (Aves) osztályának harkályalakúak (Piciformes) rendjébe, ezen belül a bukkófélék (Bucconidae) családjába tartozó faj.

## Előfordulása
Dél-Amerikában az Andoktól keletre, Kolumbiában, Peruban, Bolíviában és Brazíliában, folyómenti ligetek, mocsarak és erdők lakója.

## Alfajai
- Monasa nigrifrons canescens
- Monasa nigrifrons nigrifrons

## Megjelenése
Testhossza 29 centiméter. Tollruhája sötétkék, ívelt csőre vörös. Rövid lekerekített szárnya és hátrafelé néző külső ujjai vannak. A nemek hasonlóak.

## Életmódja
Leshelyen várják repülő rovarokból álló zsákmányukat, melyre lecsapnak, de a földről is felszedegetik táplálékukat. Állandó madarak, nem vonulnak. Kis csoportokban élnek.

## Szaporodása
Partoldalba, földbe vájt üregbe rakják fészküket.